# أدب الغرب الأمريكي

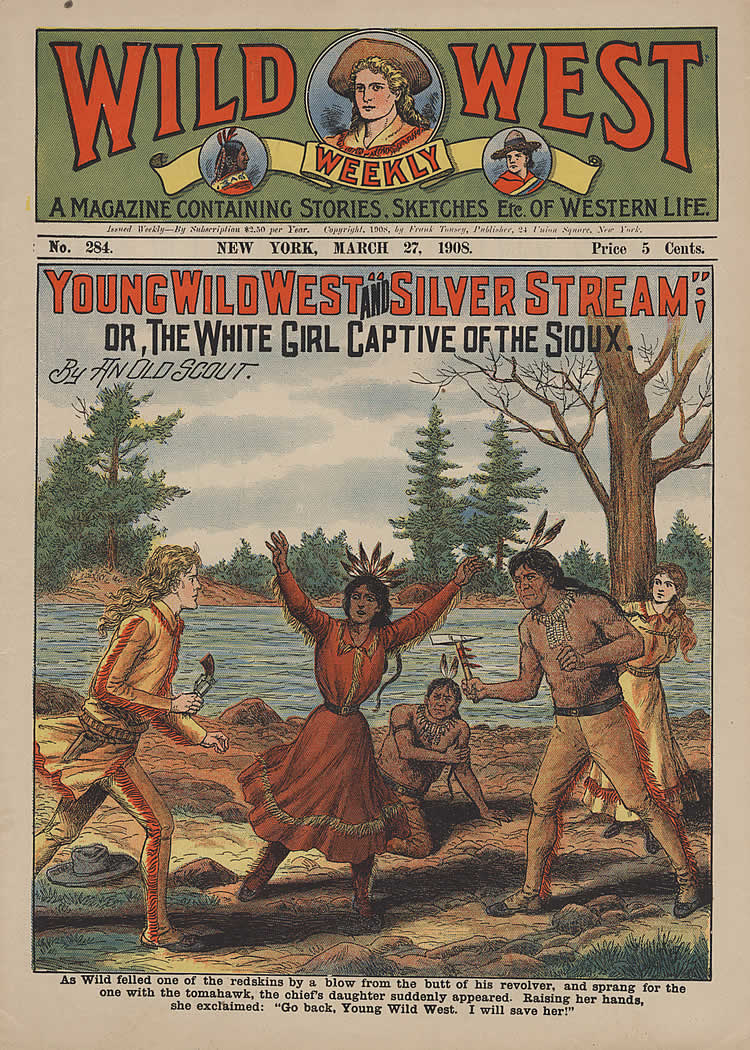
غلاف مجلة Wild West (الغرب المتوحش) العدد رقم 284 – سنة 1908.

أدب الغرب الأمريكي هو نوع أدبي تدور أحداثه في حدود الغرب الأمريكي القديم، وعادةً ما تكون بين أواخر القرن الثامن عشر وأواخر القرن التاسع عشر.  من الكتاب المعروفين في أدب الغرب الأمريكي كل من زين غراي من أوائل القرن العشرين ولويس لامور من منتصف القرن العشرين.   بلغ هذا النوع ذروته حوالي أوائل الستينيات، ويرجع ذلك إلى شعبية المسلسلات الغربية التلفزيونية مثل بونانزا. بدأ عدد القراء في الانخفاض في منتصف إلى أواخر السبعينيات ووصل إلى أدنى مستوى جديد في العقد الأول من الألفية الثانية. معظم المكتبات، باستثناء بعض الولايات الغربية الأمريكية، تعرض فقط عددًا قليلاً من كتب أدب الغرب الأمريكي.

## تاريخ

### ما قبل خمسينيات القرن التاسع عشر
ظهر الأدب الأم لروايات الغرب في الأدب الأمريكي مبكرًا من خلال حكايات الحدود. ومن أشهر روايات الحدود في أوائل القرن التاسع عشر كانت خمسة كتب لجيمس فينيمور كوبر تشكل سلسلة حكايات ليذرستوكينغ. تدور روايات كوبر في الغالب في ما كان يُعتبر آنذاك الحدود الأمريكية، وهي منطقة جبال الأبلاش والمناطق الواقعة غربها. ومثل روايته السهول (1824)، تدور معظم روايات الغرب اللاحقة عادةً في المناطق الواقعة غرب نهر المسيسيبي. 
يُعد الكاتب واشنطن إيرفينغ من المتأثرين بأعمال جيمس فينيمور كوبر، حيث شرع في كتابة سرديات عن الحدود الأمريكية، بدءًا بروايته رحلة في السهول التي وثق فيها رحلاته الأخيرة في المناطق الحدودية. في عام 1834، تلقى إيرفينغ طلبًا من تاجر الفراء المعروف جون جاكوب أستور، الذي حثّه على تأليف تاريخ مستعمرة تجارة الفراء التي أسسها في أستوريا بولاية أوريغون. أنجز إيرفينغ هذا المشروع بسرعة، وأصدر مؤلفه التوثيقي أستوريا في فبراير من عام 1836.

### من خمسينيات القرن التاسع عشر إلى عام 1900
بدأ أدب الغرب كنوع متخصص في ما يُعرف بـ"قصص البنس الواحد" (penny dreadfuls) ولاحقًا "روايات العشرة سنتات" (dime novels). و تُعتبر رواية ماليسكا؛ الزوجة الهندية للصياد الأبيض، التي نُشرت في يونيو 1860، أول رواية من نوع "روايات العشرة سنتات".  كانت هذه الكتب المصنوعة ببأسعار زهيدة ناجحة للغاية واستغلت القصص العديدة التي تُروى عن رجال الجبال، الخارجين عن القانون، المستوطنين، ورجال القانون الذين كانوا يروضون الحدود الغربية. وكثير من هذه الروايات كانت قصصًا خيالية مبنية على شخصيات حقيقية، مثل بيلي ذا كيد، بوفالو بيل، وايات إيرب (الذي كان لا يزال على قيد الحياة حينها)، وايلد بيل هيكوك، وجيسي جيمس

### من القرن العشرين إلى الثلاثينيات
بحلول عام 1900، ساعدت وسيلة النشر الجديدة المعروفة بـ مجلات اللب (pulp magazines) في نقل هذه المغامرات إلى سكان الشرق الأمريكي. وفي الوقت نفسه، تبنّى كتاب غير أمريكيين هذا النوع الأدبي، مثل الألماني كارل ماي، وطوروه إلى روايات طويلة، وحققوا من خلاله شهرة ونجاحًا واسعًا في أوروبا القارية منذ نحو عام 1880. ومع ذلك، غالبًا ما قوبلت أعمالهم بالاستخفاف من قِبل النقاد الأدبيين في ذلك الوقت، واعتُبرت أدبًا تافهًا.  واحدة من أشهر الأعمال الشعبية في تلك الحقبة كانت رواية جونستون مكالي الأولى عن زورّو، لعنة كابيسترانو (1919).
وازداد رواج أدب الغرب مع صدور رواية أوين ويستر العذراء (1902)، وخاصة مع رواية زين غراي فرسان المريمية الأرجوانية (1912). وظهرت أولى قصص هوبالونغ كاسيدي للكاتب كلارنس مولفورد عام 1904، على شكل روايات عشرة سنتات وكذلك ضمن مجلات اللبّ.
ومع الانفجار الكبير في شعبية مجلات اللبّ خلال عشرينيات القرن العشرين، استفاد أدب الغرب بشكل كبير، كما برز الكاتب ماكس براند، الذي تفوّق في كتابة القصص القصيرة الغربية. من المجلات المتخصصة في هذا النوع نذكر: قصص راعي البقر، رومانسيات المزارع، النجم الغربي، الغرب، ومجلة القصص الغربية.  وقد ساعد الانتشار المتزامن لأفلام الغرب في عشرينيات القرن الماضي على تعزيز مكانة هذا النوع الأدبي.

#### القصص المصورة الغربية
أدت الروايات والأفلام والكتب الشعبية الغربية إلى نشأة القصص المصورة الغربية، التي حظيت بشعبية واسعة، خاصة من أواخر الأربعينيات وحتى حوالي عام 1967، حين بدأت القصص المصورة تتحول إلى إعادة الطباعة. ويظهر ذلك بوضوح في شركة مارفل كوميكس، التي بدأت بإصدار أفلام الغرب حوالي عام 1948، وازدهرت حتى عام 1967، عندما توقفت إحدى عناوينها الرئيسية، وهي Kid Colt Outlaw (1949–1979)، عن نشر قصص جديدة ودخلت مرحلة إعادة الطبع.
ومن بين القصص المصورة الغربية الأخرى طويلة الأمد التي أنتجتها مارفل:
- (Rawhide Kid (1955-1957، 1960-1979
- Two-Gun Kid (1948-1962)
- Marvel Wild Western (1948-1957)

كما تم نشر الشريط الهزلي الغربي الشهير Red Ryder في مئات الصحف الأمريكية من عام 1938 إلى عام 1964.

## المنظمات
تُعد رابطة مؤلفي الغرب Western Fictioneers، التي تأسست عام 2010، منظمة مهنية تضم كُتّابًا يروّجون لأدب الغرب التقليدي ويدعمونه. وهي المنظمة المهنية الوحيدة التي تتكوّن بالكامل من مؤلفين كتبوا في أدب الغرب. ويمكن لعشاق هذا النوع الأدبي الانضمام كأعضاء داعمين. وتمنح الرابطة سنويًا جوائز صانعي السلام Peacemakers في عدد من فئات الكتابة الغربية. 